# Mekhi Wingo
Mekhi Wingo (St. Louis, 17 aprile 2003) è un giocatore di football americano statunitense che milita nel ruolo di defensive tackle per i Detroit Lions della National Football League (NFL).

## Carriera universitaria
Nella sua unica stagione a Missouri nel 2021, Wingo disputò 11 partite, di cui 3 come titolare, mettendo a segno 27 tackle, un sack e un intercetto che ritornò per 48 yard in touchdown. Al termine della stagione si trasferì a LSU. Nel 2022 disputò come titolare 12 gare su 13, facendo registrare 47 placcaggi e 3 sack. Per le sue prestazioni fu inserito nella seconda formazione ideale della Southeastern Conference e nella formazione All-American dall’Associated Press.
Nel 2023 Wingo perse cinque partite a causa degli infortune, terminando con 25 tackle e 4,5 sack in otto gare. A fine anno decise di passare tra i professionisti.

## Carriera professionistica

### Detroit Lions
Wingo fu scelto nel corso del sesto giro (189º assoluto) del Draft NFL 2024 dai Detroit Lions. Debuttò come professionista subentrando nella gara del primo turno vinta ai tempi supplementari contro i Los Angeles Rams. La sua prima stagione terminò con 14 placcaggi in 11 presenze, nessuna delle quali come titolare.